# Ricardo Piglia

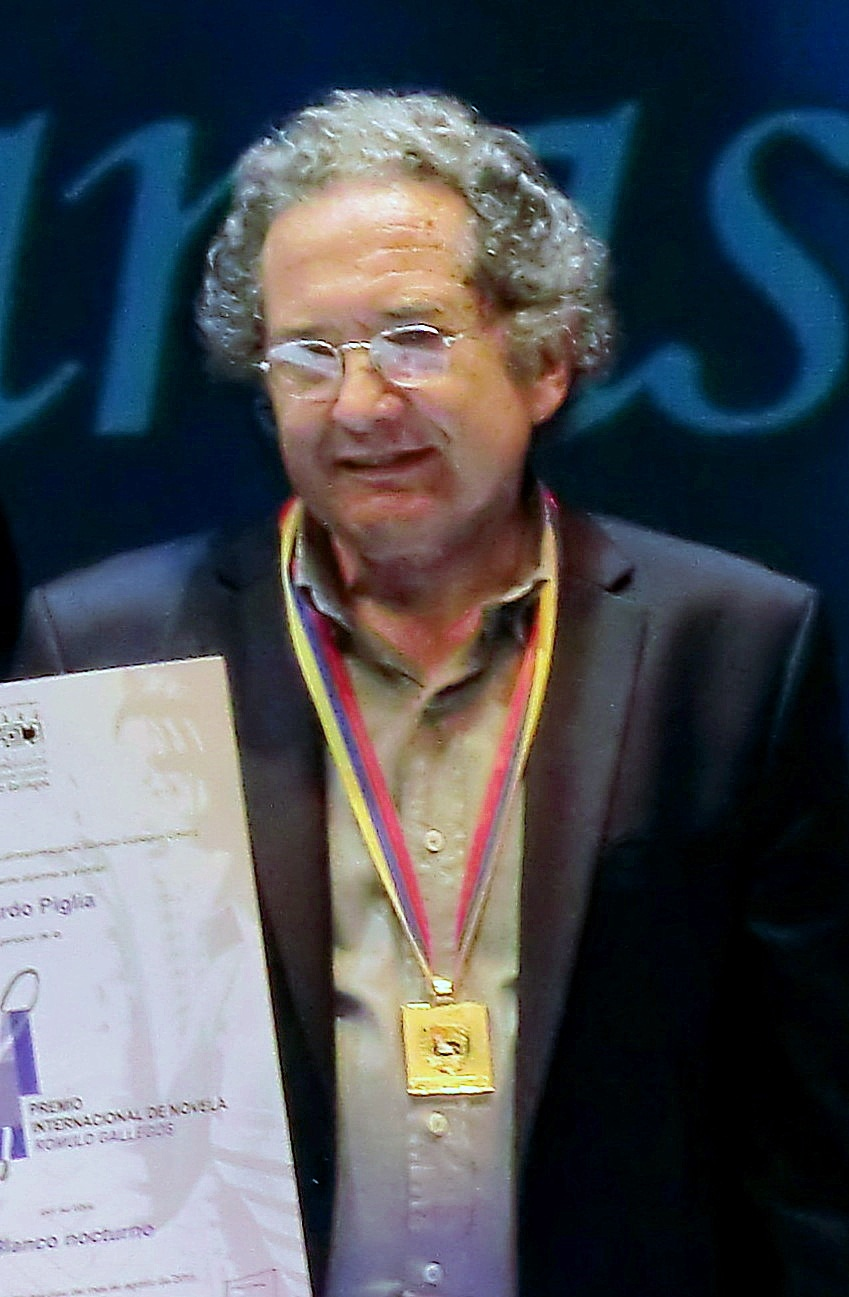
Ricardo Piglia (2011)

Ricardo Piglia (* 24. November 1941 in Adrogué (Provinz Buenos Aires); † 6. Januar 2017 in Buenos Aires) war ein argentinischer Schriftsteller.

## Leben
Ricardo Piglia stammte aus einer aus Italien einwanderten Familie. Als 16-Jähriger begann er, ein als Lebenswerk angelegtes Tagebuch zu führen, das bis zu seinem Tode auf 327 Hefte anwuchs. Er studierte u. a. Geschichte an der Universidad Nacional de La Plata. Sein Promotionsstudium musste er ohne Abschluss abbrechen, als sich General Juan Carlos Onganía 1966 an die Macht geputscht hatte. Er fand zunächst eine Anstellung im Verlag Tiempo Contemporáneo. Von 1971 bis 1975 war er Herausgeber der Zeitschriften Literatura y Sociedad und Los Libros. Neben seiner Funktion als Herausgeber – unter anderem der Serie Negra, in der Übersetzungen der Kriminalromane Dashiell Hammetts, Raymond Chandlers, David Goodis' oder Horace McCoys erschienen, – machte er sich in dieser Zeit auch einen Namen als Literaturkritiker.
Respiración artificial (1980) gilt als ein Schlüsselwerk der Zeit der Diktatur, das die Zensur unterlaufen hat, indem er den Schrecken der späten 1970er Jahre in die Geschichte projiziert. Der in Brief-, Monolog- und Dialogform verfasste Roman, dessen Akteure untereinander gar nicht oder nur mit großen Schwierigkeiten und in verschlüsselter Form Kontakt aufnehmen können, spielt auf mehreren Zeitebenen zwischen 1837/38 (der Diktatur unter Juan Manuel de Rosas) und 1979, zwei Phasen des staatlichen Terrors und des Exils in Argentinien. Verschleiert wird der aktuelle Bezug unter anderem dadurch, dass das Schicksal der argentinischen Emigranten durch das Beispiel eines Polen im argentinischen Exil verfremdet wird, für den erkennbar Witold Gombrowicz als Vorbild gedient hat. Der polnische Emigrant glaubt, einen Einfluss der bei Caféhaus-Gesprächen geäußerten Phantasien Hitlers während seines Prag-Aufenthalts 1909/10 auf Kafka entdeckt zu haben, der sich in dessen Werk Der Prozess niederschlägt.
Piglia lebte ab 1986 überwiegend in den USA, lehrte an der Harvard-Universität und war emeritierter Professor für spanische und portugiesische Kultur und Sprache an der Universität Princeton. Im Dezember 2011 kehrte er nach Buenos Aires zurück. Seine Jahrzehnte in den USA empfand er nicht als Exil, sondern – in seinen Worten – als „Existenz zwischen Gehen und Bleiben“.

## Auszeichnungen (Auswahl)
- 1967 Premio Casa de las Américas für die Erzählungen Jaulario
- 1997 Premio Planeta für den Roman Plata quemada
- 2011 Premio Rómulo Gallegos für den Roman Blanco nocturno
- 2011 Premio Hammett für den Roman Blanco nocturno
- 2012 Gran Premio de Honor de la Sociedad Argentina de Escritores
- 2013 Premio Iberoamericano de Narrativa Manuel Rojas

## Werke

### Romane
Respiración artificial gilt als Schlüsselwerk der Zeit der Diktatur, das die Zensur unterlaufen hat, indem Piglia den Schrecken der späten 1970er Jahre in die Vergangenheit projiziert. Zitate, Allegorien und historische Anspielungen, Plagiate und Parodien in höchst artifizieller Sprache erschwerten dem Zensor die Arbeit, da scheinbar nicht von der aktuellen argentinischen Diktatur gesprochen wird. Der in Brief-, Monolog- und Dialogform verfasste Roman, dessen zum Teil verschollene Akteure untereinander gar nicht oder nur mit großen Schwierigkeiten und in verschlüsselter Form Kontakt aufnehmen können, um das „Unsagbare“ zu kommunizieren, spielt auf mehreren Zeitebenen zwischen 1837/38 (der Zeit der Diktatur unter Juan Manuel de Rosas, dessen Privatsekretär Enrique Ossorio über Uruguay und Chile in die USA flieht) und 1979, also zwischen zwei Phasen des staatlichen Terrors und Exils in Argentinien. Scheinbar handelt es sich zunächst um einen Familienroman, wobei die „natürliche“ Vater-Sohn-Generationenfolge durch Tod oder politische Ereignisse abreißt. Die Geschichte weist für den Schriftsteller Emilio Renzi immer mehr rätselhafte Lücken auf, so dass die Realität in einem Netz von Diskursen und Dokumenten archäologisch-detektivisch rekonstruiert werden muss. Zitat und Verschachtelung der Handlung sind Stilprinzipien. Verschleiert werden die aktuellen Bezüge, weil vordergründig über das Schicksal argentinischer Emigranten im 19. Jahrhundert gesprochen wird. Die aktuelle Situation der Exilanten wird durch das Beispiel eines Polen im argentinischen Exil der 1940er Jahre verfremdet, für den erkennbar Witold Gombrowicz als Vorbild dient. Der polnische Emigrant glaubt, einen Einfluss der bei Caféhaus-Gesprächen geäußerten Phantasien Adolf Hitlers während dessen Prag-Aufenthalts 1909/10 auf Kafka entdeckt zu haben, der sich in Kafkas Werk Der Prozess niederschlägt – ein durchaus mögliches, aber unwahrscheinliches Zusammentreffen.
Auch in den anderen Romanen wie Blanco nocturno spielen die Verschleierung von Informationen, die Suche nach versteckten Codes oder nach der verlorenen Geschichte von Familiendynastien eine Rolle, wobei die Figur des Emilio Renzi mehrfach auftaucht. Noch lange nach dem Ende der Diktatur galten die Ereignisse etwa um die Zehntausenden von „Verschwundenen“ als nicht mit realistischen Mitteln darstellbar.
Piglia orientierte sich in der Folge immer stärker auf die USA. Sein letzter Roman El camino de Ida (2013) war autobiografisch inspiriert. Es handelt vom rätselhaften Tod einer Literaturprofessorin an einer US-amerikanischen Elite-Universität durch einen Serienbomber. 
- Respiración artificial, 1980.
  - Künstliche Atmung, dt. von Sabine Giersberg; Wagenbach, Berlin 2002. ISBN 978-3-8031-3173-7.
- La ciudad ausente, 1992.
  - Die abwesende Stadt, dt. von Leopold Federmair und María Alejandra Rogel Alberdi; Bruckner und Thünker, Köln 1994. ISBN 3-905208-10-5.
- Plata quemada. Novela. 1997.
  - Brennender Zaster, dt. von Leopold Federmair; Wagenbach, Berlin 2001. ISBN 978-3-8031-2635-1.
- Blanco nocturno, 2010.
  - Ins Weiße zielen, dt. von Carsten Regling; Wagenbach, Berlin 2010. ISBN 978-3-8031-3232-1.
- El camino de Ida, 2013.
  - Munk, dt. von Carstem Regling; Wagenbach, Berlin 2015. ISBN 978-3-8031-3269-7.

### Erzählungen
- Nombre falso, 1975.
  - darin: Falscher Name – Hommage an Roberto Arlt, dt. von Sabine Giersberg. Wagenbach, Berlin 2003, ISBN 3-8031-3184-7.
- Jaulario, 1967.
- Prisión perpetua, 1988.
- Cuentos morales, 1995.
- El pianista, 2003.

### Drehbücher
- Héctor Babenco: Corazón iluminado, 1996.
- David Lipszyc: El Astillero, 2000.
- Fernando Spiner: La sonámbula. Recuerdos del futuro, 1998.

### Essays
- Crítica y ficción, 1986.
- Formas breves, 1999.
  - Kurzformen. Babylon, Borges, Buenos Aires, dt. von Elke Wehr; Berenberg, Berlin 2006. ISBN 978-3-937834-18-4.
- Diccionario de la novela de Macedonio Fernández, 2000.
- El último lector, 2005.
  - Der letzte Leser, dt. von Leopold Federmair; Klever, Wien 2010. ISBN 978-3-902665-23-2.
- Teoría del complot, 2007.